# Parafia św. Alberta Chmielowskiego w Posadzie
Parafia Świętego Alberta Chmielowskiego w Posadzie – parafia rzymskokatolicka  z siedzibą w Posadzie, znajdująca się w diecezji włocławskiej, w dekanacie konińskim III. 
Funkcję kościoła parafialnego pełni kościół św. Alberta Chmielowskiego. W 2005 roku proboszczem został ks. Jan Kozłowicz.